# Попово (Шамотульський повіт)
Попово (пол. Popowo) — село в Польщі, у гміні Вронки Шамотульського повіту Великопольського воєводства.
Населення — 395 осіб (2011).
У 1975-1998 роках село належало до Пільського воєводства.

## Демографія
Демографічна структура станом на 31 березня 2011 року:
|          | Загалом | Допрацездатний вік | Працездатний вік | Постпрацездатний вік |
| -------- | ------- | ------------------ | ---------------- | -------------------- |
| Чоловіки | 208     | 54                 | 134              | 20                   |
| Жінки    | 187     | 40                 | 116              | 31                   |
| Разом    | 395     | 94                 | 250              | 51                   |